# チェーザレ・プランデッリ
クラウディオ・チェーザレ・プランデッリ（Claudio Cesare Prandelli、1957年8月19日 - ）は、イタリア・ロンバルディア州ブレシア県オルツィヌオーヴィ出身のサッカー指導者、元サッカー選手。イタリア代表監督などを歴任した。

## 人物
ストライカーの育成に実績がある監督でアルベルト・ジラルディーノ、アドリアン・ムトゥ、を覚醒させた人物として知られる。ドゥシャン・ヴラホヴィッチの覚醒も彼の手腕とされる。その一方で日本ではパルマ時代に中田英寿と起用法を巡って対立したことで話題を集めたことでも知られている。

## 経歴
サッカー選手時代はミッドフィールダーとしてアタランタBC、ユヴェントスFCなどでプレー。ユヴェントスでは3回のスクデットをはじめ、タイトル獲得に貢献している。1985年には、選手としてヘイゼルの悲劇に遭遇している。引退後、アタランタの下部組織のコーチなどを経て、1998-99シーズンにエラス・ヴェローナの監督に就任。1年でチームをセリエA昇格に導く。続く1999-2000はセリエB降格最有力候補と見られていたが、シーズン後半から快進撃を見せて、最終的に9位という好成績を残した。
その後、ヴェネツィア、パルマ、ASローマ（家庭の事情で短期間で辞任）の監督を歴任し、2005-06シーズンにACFフィオレンティーナの監督に就任。辛うじてセリエB降格を免れた前シーズンから一転してリーグ4位の好成績を収め、UEFAチャンピオンズリーグ出場権を獲得した。しかし、シーズン終盤に発生した八百長疑惑に関わっていたとされ、勝点は30の減点。UEFAチャンピオンズリーグへの出場権を剥奪された。
だが、プランデッリが指揮するフィオレンティーナは翌シーズン、翌々シーズンともチャンピオンズリーグ出場圏を常に争う快進撃を見せ、イタリアでは珍しい長期政権となった。なお、フィオレンティーナではアレッサンドロ・ガンベリーニ、リッカルド・モントリーヴォ、マヌエル・パスクアル、ジャンパオロ・パッツィーニら将来のイタリア代表を担うと目される逸材を短期間で次々に才能開花させた。
2010年5月にワールドカップ南アフリカ大会の大会終了後にマルチェロ・リッピ監督の後任としてイタリア代表の監督に就任することが決定し、イタリアサッカー連盟(FIGC)と4年契約を交わした。
イタリア代表では、ジャンルイジ・ブッフォン、アンドレア・ピルロといったベテランを引き続き軸としながらも、マリオ・バロテッリら若手やモントリーヴォ、パッツィーニら自らが育てた中堅を招集し、伝統の堅守だけでなくパスをつないで攻撃も重視するスタイルに転換を図った。EURO2012予選を無敗で1位通過し(8勝2分)、順調な滑り出しをみせる。だが、EURO2012本大会直前には、イタリアサッカー界は八百長問題で大きく揺れ、代表においても捜査を受けたドメニコ・クリッシトを外さざるを得なくなるなど影響を受けた。その中でプランデッリはチームをまとめ、低かった前評判を覆し決勝まで導いた。決勝ではスペインに0-4という大敗を喫したが、南アフリカでの惨敗と八百長問題という暗雲を吹き飛ばしたとしてイタリア国内でも評価された。
2013年、イタリア代表はFIFAコンフェデレーションズカップ2013に出場し、3位に入る。
ワールドカップブラジル大会予選も無敗で1位通過し（6勝4分）、プランデッリとFIGCはEURO2016本大会まで2年の契約延長に合意していたが、2014 FIFAワールドカップ本大会ではグループリーグで敗退したため代表監督を辞任した。
2014-15シーズンからはトルコの強豪クラブであるガラタサライの指揮を執ることが決定。しかし、UEFAチャンピオンズリーグ 2014-15 グループリーグで最下位で敗退したため、11月27日に解任された。
解任されたハビエル・アギーレの後任監督として日本代表監督の要請を受けたが辞退した。
2016年9月には、パコ・アジェスタラン監督の後任として、バレンシアの監督に就任。自身初めてリーガ・エスパニョーラで指揮を取ることとなったが、成績不振やクラブとの衝突があり、わずか3ヶ月で監督を辞任した。
その5ヶ月後の2017年5月、アラビアン・ガルフ・リーグのアル・ナスルの監督に就任 。しかし、開幕から12試合でAFCチャンピオンズリーグ出場圏内との勝点差が8に開くなど成績が上向かず、約半年後の2018年1月に解任された。
2018年12月7日、ジェノアCFCの監督に就任したことが発表された。シーズン終了と同時に退任した。
2020年11月9日、低迷するフィオレンティーナの監督に再就任した。ストライカー育成の手腕を発揮しドゥシャン・ヴラホヴィッチを覚醒させるも成績自体は向上せず2021年3月23日に自らフロントに辞任を申し入れると同時に監督業からの引退を示唆した。

## エピソード
- 息子のニコロ・プレンデッリはフィオレンティーナのフィジカルトレーナーであり、クラブに推薦したのはチェーザレである[12]。
- イタリア代表では倫理規定を設けており、問題行動が多いバロテッリやダニエレ・デ・ロッシといった主力でさえも、直近の所属クラブの試合で問題を起こした場合、招集外になるケースが度々ある。
- イタリア代表監督になってからは、カルロ・アンチェロッティが率いて以降友好的な関係であるパリ・サンジェルマンの選手を除いては、国外組の招集には消極的である。ニューカッスル（イングランド）で活躍するダヴィデ・サントンやスパルタク・モスクワ（ロシア）で活躍するサルヴァトーレ・ボッケッティは国外でプレーしてからはプランデッリにより招集されていない。FIFAコンフェデレーションズカップ2013以降、これまで代表の常連だったエマヌエレ・ジャッケリーニ、アレッサンドロ・ディアマンティも国外でプレーしてからは招集しなくなり、2014 FIFAワールドカップの最終メンバーから外される結果となっている。

## 獲得タイトル

### 選手時代
クレモネーゼ
- セリエC：1回（1976-77）

ユヴェントスFC
- セリエA：3回（1980-81、1981-82、1983-84）
- コッパ・イタリア：1回（1982-1983）
- UEFAチャンピオンズカップ：1回（1984-85）
- UEFAカップウィナーズカップ：1回（1983-84）
- UEFAスーパーカップ：1回（1984）

### 監督時代
エラス・ヴェローナ
- セリエB：1回（1998-99）

個人
- パンキーナ・ドーロ：2回（2005-06、2006-07）
- セリエA最優秀監督賞：1回（2007-08）
- プレミオ・インテルナツィオナーレ・ジャチント・ファケッティ：1回（2009）
- エンツォ・ベアゾット賞：1回（2011）

## 監督成績
2021年3月21日現在
| クラブ             | 国                   | 就任          | 退任           | 記録 | 記録 | 記録 | 記録 | 記録 | 記録 | 記録 | 記録   |
| クラブ             | 国                   | 就任          | 退任           | 試   | 勝   | 分   | 敗   | 得   | 失   | 差   | 勝率   |
| ------------------ | -------------------- | ------------- | -------------- | ---- | ---- | ---- | ---- | ---- | ---- | ---- | ------ |
| アタランタ (暫定)  | イタリアの旗         | 1993年11月2日 | 19945月2日     | 26   | 3    | 10   | 13   | 22   | 47   | −25  | 011.54 |
| レッチェ           | イタリアの旗         | 1997年6月18日 | 1998年2月2日   | 24   | 5    | 4    | 15   | 17   | 41   | −24  | 020.83 |
| エラス・ヴェローナ | イタリアの旗         | 1998年6月20日 | 2000年5月20日  | 78   | 30   | 26   | 22   | 107  | 92   | +15  | 038.46 |
| ヴェネツィア       | イタリアの旗         | 2000年5月20日 | 2001年10月9日  | 53   | 23   | 17   | 13   | 77   | 66   | +11  | 043.40 |
| パルマ             | イタリアの旗         | 2002年5月16日 | 2004年5月28日  | 85   | 38   | 24   | 23   | 138  | 104  | +34  | 044.71 |
| ローマ             | イタリアの旗         | 2004年5月28日 | 2004年8月27日  | 0    | 0    | 0    | 0    | 0    | 0    | +0   | —      |
| フィオレンティーナ | イタリアの旗         | 2005年6月7日  | 2010年6月3日   | 240  | 117  | 56   | 67   | 357  | 250  | +107 | 048.75 |
| イタリア代表       | イタリアの旗         | 2010年7月2日  | 2014年6月24日  | 56   | 25   | 17   | 14   | 81   | 58   | +23  | 044.64 |
| ガラタサライ       | トルコの旗           | 2014年7月8日  | 2014年11月28日 | 16   | 6    | 3    | 7    | 15   | 29   | −14  | 037.50 |
| バレンシア         | スペインの旗         | 2016年10月3日 | 2016年12月30日 | 10   | 3    | 3    | 4    | 17   | 17   | +0   | 030.00 |
| アル・ナスル       | アラブ首長国連邦の旗 | 2017年5月25日 | 2018年1月19日  | 19   | 8    | 4    | 7    | 30   | 21   | +9   | 042.11 |
| ジェノア           | イタリアの旗         | 2018年12月7日 | 2019年5月26日  | 24   | 4    | 11   | 9    | 20   | 28   | −8   | 016.67 |
| フィオレンティーナ | イタリアの旗         | 2020年11月9日 | 2021年3月23日  | 23   | 6    | 6    | 11   | 27   | 35   | −8   | 026.09 |
| 合計               | 合計                 | 合計          | 合計           | 654  | 266  | 185  | 203  | 908  | 788  | +120 | 040.67 |